# Kisősz község
Kisősz község (románul: Comuna Gottlob) község Temes megyében, Romániában. Központja Kisősz, hozzá tartozik Vizesd.

## Népessége
A 2011-es népszámlálás adatai alapján a község népessége 2041 fő volt.

## Története
2004-ben vált ki Lovrin községből és szervezték önálló községgé.